# Häggsjöbäcken
Häggsjöbäcken är ett naturreservat i Åsele kommun i Västerbottens län.
Området är naturskyddat sedan 2018 och är 33 hektar stort. Reservatet omfattar en dalgång kring bäcken Häggsjöbäcken och består av granskog.